# Хамелеон (Marvel Comics)
Хамелео́н (англ. Chameleon), настоящее имя Дми́трий Никола́евич Смердяко́в (англ. Dmitri Nikolayevich Smerdyakov) — персонаж из комиксов вселенной Marvel Comics, самый первый суперзлодей Человека-паука.
С момента появления в комиксах персонаж был адаптирован в телесериалах, видеоиграх и фильмах. Нуман Аджар сыграл Дмитрия Смердякова в фильме «Человек-паук: Вдали от дома» (2019), который входит в медиафраншизу «Кинематографическая вселенная Marvel». Фред Хехингер исполнил роль Дмитрия Смердякова / Хамелеона в фильме «Крейвен-охотник» (2024), который входит в медиафраншизу «Вселенная Человека-паука от Sony».

## История публикаций
Персонаж впервые появился в The Amazing Spider-Man #1 (март 1963) и был создан писателем Стэном Ли и художником Стивом Дитко. Хамелеон стал первым врагом Человека-паука, появившемся в комиксах, не считая грабителя, убившего Бена Паркера (хронологически первым врагом Паука был Нагнетатель).
Имя Хамелеона было взято из романа «Братья Карамазовы». Авторы соединили «Дмитрий» и «Смердяков».

## Биография
Дмитрий Николаевич Смердяков (англ. Dmitri Smerdyakov) родился в России. Он единокровный брат Сергея Николаевича Кравинова (англ. Sergei Kravinoff). Отец у них общий, русский аристократ Николай Кравинов, а вот матерью Дмитрия Смердякова была Соня Смердякова — служанка в доме Николая Кравинова. За годы проживания в доме своего отца Дмитрий Смердяков научился люто ненавидеть себя. Отцу не нравилось его железное лицо, мать постоянно унижала Дмитрия, а остальные люди относились к нему с презрением, поскольку он был незаконнорождённым сыном. Единственный человек, кто относился к нему нормально, был единокровный брат
Дмитрия, Сергей Кравинов, хотя и он зачастую жестоко обращался с ним, правда сделал своим слугой. Чтобы произвести на брата большое хорошее впечатление, Дмитрий умело маскировался в него, и копировал поведение своих соседей. Дмитрий был так глубоко душевно травмирован, что поверил, будто бы он и Сергей — лучшие друзья, а годы, проведённые в чужом обличие, не самым лучшим образом сказались на его психике, повредили рассудок, и он стал безжалостным боевиком.
Его способность копировать поведение других людей в скором времени привлекла внимание Коммунистических стран, которые завербовали и обучили Дмитрия в качестве шпиона и советского разведчика. Дмитрий полагался на свои театральные навыки, специальный костюм, который менял цвет, форму и особую косметику, скрывающую его личность. Дмитрий также носил необычный жилет, в котором хранились материалы, необходимые для быстрой маскировки. Из-за того, что в детстве отец издевался над Дмитрием по поводу его железного лица, Смердяков практически всегда носил маску и редко показывал своё истинное лицо. Сейчас Дмитрий уже не разведчик, он преступник, а своими способностями пользуется только для наживы. Хамелеон — искусный мастер перевоплощения. Сначала он пользовался лишь гримом и костюмами, теперь же в арсенале средств злодея компьютерный пояс, и особая сыворотка — они позволяют без косметики менять внешность по своему желанию. Кроме того, одежда Дмитрия содержит запоминающий материал, который также становится иным по воле разума Хамелеона.

## Силы и способности
Первоначально Хамелеон не имел своих сверхчеловеческих способностей, для маскировки он пользовался сложным гримом, накладками костюмами и масками. Но его навыки в этом деле просто невероятны: он способен полностью изменить свою внешность всего лишь за одну минуту. Он — мастер перевоплощений, способный полностью скопировать голос и манеры любого человека так, что отличить не сможет даже близкий человек.
Позднее он получил от Спенсера Смайта голографический пояс, который позволял копировать и принимать внешности сотен людей. Также он носил костюм из специальной ткани, которая могла менять форму и цвет под действием электрических импульсов из пояса, для копирования одежды.
Позже его кожа была химически, хирургически и мутационно изменена так, что он может менять облик по собственному желанию. Костюм Хамелеона из материала с памятью также теперь меняет форму только по одной его мысли.
Дмитрий Смердяков — мастер шпионажа, эксперт по взрывчатым веществам и отличный меткий стрелок. Он также великолепный актёр. Со временем Хамелеон стал использовать для своих преступных целей голограммы, спецэффекты, сыворотки и маски из живой кожи.

## Альтернативные версии

### Ultimate Marvel
Во вселенной Ultimate Marvel за личностью Хамелеона скрываются сразу два человека — безликие брат и сестра, которые способны изменять свою внешность. Впервые они появились в Ultimate Comics: Spider-Man. Один из них похитил Джей Джона Джеймсона и принял его облик, после чего захватил Питера Паркера и перенял его обличье. Настоящих Паркера и Джеймсона, в это время, допрашивала его сестра. Она подстрелила Джеймсона, а от Паркера потребовала секреты Абсолютных и Людей Икс. Самозванец узнал, что Паркер — это Человек-паук и ограбил банк, однако он и его сестра были рассекречены и побеждены Человеком-факелом и Человеком-льдом, впоследствии были помещены в Трискелион.

## Вне комиксов

### Кино
- Нуман Аджар исполнил роль Дмитрия Смердякова в фильме медиафраншизы «Кинематографическая вселенная Marvel» «Человек-паук: Вдали от дома» (2019). В отличие от комиксов, Дмитрий Смердяков является компьютерным программистом и членом команды Ника Фьюри (которым на самом деле был замаскированный скрулл Талос). Режиссёр Джон Уоттс заявил, что было бы здорово, если Хамелеон появился в фильме, как другой злодей, кроме Мистерио. Однако, Димитрий Смердяков, по его мнению, уже был полностью раскрыт в фильме и не было смысла делать из него Хамелеона[5].

- Дмитрий Смердяков / Хамелеон в исполнении Фреда Хехингера фигурирует в фильме медиафраншизы «Вселенная Человека-паука от Sony» «Крейвен-охотник» (2024)[6][7].

### Телевидение
- «Супергерои Marvel»
- «Человек-паук» (1981)
- «Человек-паук и его удивительные друзья» — появляется в одной серии.
- В мультсериале «Человек-паук» (1994) Хамелеон фигурирует как главный злодей в нескольких сериях. Способен менять обличия с помощью специального голографического компьютерного пояса (а впоследствии и без него), при этом не умеет говорить в своём настоящем обличии. Является приёмным сыном Красного Черепа.
- «Новые приключения Человека-паука» (2008) — появляется в нескольких сериях как злодей и враг Человека-паука.
- Появляется в мультсериале «Человек-паук» (2017).
- Хамелеон появится в предстоящем мультсериале «Человек-паук: Первый год» 2024 года, являющимся частью медиафраншизы «Кинематографическая вселенная Marvel» (КВМ)[8].

### Видеоигры
- В The Amazing Spider-Man 2 притворяется Дональдом Менкеном.
- Джим Пирри озвучил Хамелеона в игре Spider-Man 2 (2023). Во время побочного квеста по взлому дронов Сергея Кравинова, предназначенных для выслеживания различных людей, Человек-паук, в конечном итоге, устанавливает, что охотник выслеживал своего брата Хамелеона. Тот совершает покушение на жизнь Крейвена, однако в ловушку попадает Человек-паук, который едва не погибает от отравляющего газа. Наблюдая за ним на расстоянии, Хамелеон решает завершить дело, начатое его братом[9].

## Комментарии
1. ↑  В фильме его называли Дими́трием.